# 盧盧尼
盧盧尼（法語：Loulouni），是馬里的城鎮，位於該國西南部，由錫卡索區的卡迪奧羅省負責管轄，面積1,052平方公里，海拔高度345米，2009年人口38,919，人口密度每平方公里37人。